# Lijst van presentatoren van de NCRV
Dit is een lijst van presentatoren en presentatrices die bij de NCRV werken of gewerkt hebben.

## A
- Marijke Amado
- Dodi Apeldoorn

## B
- Doris Baaten
- Gregor Bak
- Heinze Bakker
- Keith Bakker
- Annette Barlo
- Barend Barendse
- Eddy Becker
- Fred Benavente
- Gerard van den Berg
- Ramon Beuk
- Martine Bijl
- Willem Bol
- Jan Just Bos
- Evelien Bosch
- Judith Bosch
- Ted de Braak
- Govert van Brakel
- Jos Brink
- John Buijsman
- Xander de Buisonjé

## C
- Leontien Ceulemans

## D
- Klaas Drupsteen

## E
- Harm Edens
- Jetske van den Elsen

## F
- Violet Falkenburg
- Rik Felderhof
- Jan Fillekers
- Sjors Fröhlich

## G
- Jacobine Geel
- Ursul de Geer
- Jochem van Gelder
- Ewout Genemans
- Cees Grimbergen
- Karin de Groot
- Pepijn Gunneweg

## H
- Nico de Haan
- Leo de Haas
- Antoon van Hooff
- Jan ten Hoopen
- Lisette Hordijk
- Henk van der Horst
- Marc-Marie Huijbregts
- Mariska Hulscher

## J
- Guido Jonckers
- Minoesch Jorissen

## K
- Catherine Keyl
- Louis Kockelmann
- Tanja Koen
- Klaas van Kruistum

## L
- Paul de Leeuw
- Frénk van der Linden
- Joris Linssen
- Loes Luca

## M
- Frank Masmeijer
- Patrick van Mil
- Henk Mochel
- Melline Mollerus
- Irene Moors
- Frank du Mosch
- Chazia Mourali
- Henk Mouwe

## P
- Dick Passchier
- Ghislaine Plag
- Peter Plaisier
- Alexander Pola
- Martine Prenen

## R
- Nen van Ramshorst
- Sandra Reemer
- Han Rensenbrink
- Jan Rietman
- Edwin Rutten

## S
- Pi Scheffer
- Annemiek Schrijver
- Hans Sleeuwenhoek
- Ernst Daniël Smid
- Mike Starink
- Kick Stokhuyzen

## T
- Caroline Tensen

## V
- Conny Vandenbos
- Colet van der Ven
- Frank Visser
- Sascha Visser
- Skip Voogd

## W
- Saskia Weerstand
- Mieke van der Weij

## Z
- Aart Zeeman